# Mechanizator Dniepropetrowsk
Mechanizator Dniepropetrowsk (ukr. Міні-Футбольний Клуб «Механізатор» Дніпропетровськ, Mini-Futbolnyj Kłub "Mechanizator" Dnipropetrowśk) – ukraiński klub futsalu z siedzibą w Dniepropietrowsku, występujący w latach 1993-1997 w futsalowej Wyższej lidze Ukrainy.

## Historia
Chronologia nazw:
- 1987–...: Mechanizator Dniepropetrowsk (ukr. «Механізатор» Дніпропетровськ)

W 1987 został założony klub futsalowy Mechanizator Dniepropetrowsk, który reprezentował miejscowy trust „DniproBudMechanizacja”. Podstawą zespołu byli dawni gracze sportowych szkół ”GoRoNO” (Wydział Edukacji) oraz Dnipro-75 Dniepropetrowsk. Początkowo grał w różnych turniejach futsalowych, a w 1990 debiutował w pierwszych mistrzostwach ZSRR, a w 1991 zdobył ostatni Puchar ZSRR. W 1995 klub debiutował w pierwszych mistrzostwach Ukrainy.
Po zakończeniu sezonu 1996/97 z przyczyn finansowych klub zrezygnował z dalszych rozgrywek w najwyższej klasie rozgrywek ukraińskiego futsalu. Jednak jako drużyna weteranów kontynuuje występy w różnych turniejach.

## Sukcesy
Sukcesy krajowe
- Mistrzostwo Ukrainy:
  - 1 miejsce (3x): 1990, 1991, 1994/95
  - 2 miejsce (1x): 1995/96

- Puchar Ukrainy:
  - zdobywca (2x): 1994/95, 1995/96

- Puchar ZSRR:
  - zdobywca (1x): 1991

## Hala
Drużyna rozgrywała swoje mecze w Hali SportKompleksu UDChTU w Dniepropetrowsku.